# Крейц, Феликс
Феликс Крейц (пол. Feliks Kreutz, 19 ноября 1844, Новы-Сонч — 22 сентября 1910, Закопане) — польский учёный-геолог, педагог, доктор философии по специальности минералогия, ректор Ягеллонского университета. Действительный член Польской академии знаний .

## Биография
Изучал минералогию во львовском университете Яна Казимира, затем продолжил обучение в университетах Кракова и Вены. Получил глубокие знания по химии, геологии и минералогии.
С 1870 — доктор философии по специальности минералогия Феликс Крейца, руководил во львовском университете кафедрой (до 1887) и был директором Минералогического музея, одновременно в 1874—1875 годах — декан философского факультета университета.
Профессор (1873). В 1887 занял должность декана кафедры минералоги Ягеллонского университета. В 1898—1899 гг. — ректор и декан философского факультета университета (1900—1901).
С 1887 — член-корреспондент, а с 1888 — действительный член Польской академии знаний.
Член редакционного комитета по выпуску «Геологического атласа Галиции».

## Научная деятельность
Ф. Крейц расширил объем геологических дисциплин, продолжал читать отдельно курс минералогии и петрографии, занимался минерало-петрографическими исследованиями магматических и осадочных пород и связанных с ними месторождений полезных ископаемых (нефти, солей и т. п.) Карпат и других регионов.
Провел ряд исследовательских работ в области кристаллографии, петрогенезиса, кристаллофизики, региональной геологии и сейсмологии.
Профессор Крейц приложил немало усилий для реорганизации и расширения Минералогического музея во львовском университете, обогатил его коллекцию привезенными им из путешествий образцами минералов и горных пород.

## Избранные научные труды
1. Trachit sanidyno-oligoklasowy z okolicy Szczawnic. (1868)
2. Tatry i wapienie rafowe w Galicyi. (1888)].
3. Skały plutoniczne w okolicy Krzeszowic. (1869)].
4. Plutonische Gesteine in der Umgebung von Krzeszowice. (1869).
5. Das Anorthitgestein von Ober-Peneczely. (1869).
6. Mikroskopische Untersuchungen der Vesuv-Laven v. J. 1868.
7. Das Vihorlat-Gutin — Trachytgebirgen (im nordöstlichen Ungarn). (1871).
8. Rzecz o trzęsienia ziemi oraz opis trzęsienia ziemi w Galicyi wschodniej 1875 r. (1876).
9. Notatki mineralogiczne (Gagat, sól kuchenna z Borysławia i Bochni, Anhidryt z Kossowa, Kalcyt w Glińsku, Siarka z Dźwiniacza, Baryt ze Swoszowic i z Borysławia, Azuryt i Malachit ze Starej Roboty). (1877).
10. Augit-Andesite des Smrekouz-Gebirges in Süd-Steiermark. — (1877).
11. Istota róźnopostaciowości i stosunek odmiennych modyfikacyj ciał różuopostaciowycli. (1879).
12. Stosunek odmiennych modyfikacyj ciał mineralnych. (1880).
13. Ueber die Beziehungen zwischen verschiedenen Modifikationen heteromorpher Mineralsubstanzen. (1880).
14. O tworzeniu i przeobrażaniu się wosku i oleju ziemnego w Galicyi. (1881).
15. Ueber den Ursprung des Erdoels in d. galiz. Salzformation. (1881).
16. Ueber die Bildung und Umbildung von Erdwachs in Galizien (1881).
17. Ueber den Ursprung des Steinsalzes am Rande der Karpathen (1881).
18. Wraz z R. Zuberem: Stosunki geologiczne okolic Mraźnicy i Schodnicy. (1881).
19. Ueber Vesuvlaven von 1881 und 1883. (1885).
20. Skały trachitowe w pienińskim pasie wapieni rafowych. (1886).
21. Piaskowiec skrystalizowany z Tekur na Wołyniu.(1887).
22. O granitach wołyńskich zawierających turmalin lub granaty. (1889).
23. Grafit w granitowej skale z Józefowki i z Samczyka na Wołyniu. (1891).
24. Gneis grafitowy z Mecherzyniec. (1890)].
25. Zmiana barw minerałów przy zmianie temperatury. (1891).
26. O przyczynie błękitnego zabarwienia soli kuchennej. (1892).
27. Amfibol z nad Tigilu w Kamczatce. (1894).
28. Sól kamienna i fluoryt, ich barwa, fluorescencya i fosforescencya. (1897).
29. O zmianach w kilku minerałach i solach pod wpływem promieni katodowych lub pary sodu. (1896) и др.